# Thác Bạt Úc Luật
Thác Bạt Úc Luật (tiếng Trung: 拓跋鬱律; bính âm: Tuòbá Yùlǜ, ?-321) là một người cai trị của nước Đại vào thời Ngũ Hồ thập lục quốc trong lịch sử Trung Quốc từ năm 316 đến 321, thủ lĩnh tối cao của bộc lạc Thác Bạt của người Tiên Ti.
Ông là con trai của Thác Bạt Phất (拓跋弗), là cha của Thác Bạt Ế Hòe và Thác Bạt Thập Dực Kiền. Năm 310, Thác Bạt Úc Luật nhận lệnh của Thác Bạt Y Lô đến trợ giúp Lưu Côn (劉琨), thứ sử Tĩnh Châu (并州) (nay là tỉnh Sơn Tây) để đánh thủ lĩnh Lưu Hổ (劉虎) của bộ lạc Thiết Phất của người Hung Nô. Năm 316, Thác Bạt Úc Luật trở thành Đại vương sau cái chết của một người con trai nhỏ tuổi của Thác Bạt Phổ Căn. Năm 318, ông đánh bại thủ lĩnh Lưu Hổ của Thiết Phất bộ và cũng chiếm được một số lãnh thổ từ tay người Ô Tôn. Năm 321 ông bị giết chết trong một cuộc chính biến do một người anh em họ tên là Thác Bạt Hạ Nhục tiến hành, Thốc Phát Hạ Nhục sau đó kế vị làm Đại vương.
Thác Bạt Úc Luật có ít nhất hai con gái: một kết hôn với thủ lĩnh Hạ Hột (贺纥) của bộ lạc Hạ Lan, một người sinh ra Lưu Khố Nhân (劉庫仁) thủ lĩnh tương lai của Độc Cô bộ.
Sau khi Bắc Ngụy Đạo Vũ Đế Thác Bạt Khuê đăng cơ, ông đã truy thụy cho Thác Bạt Úc Luật là "Bình Văn Hoàng đế" (平文皇帝), sau truy tôn miếu hiệu "Thái Tổ" (太祖)